# Lasse i Lyby
Lasse Nilsson, känd som Lasse i Lyby, född 1815 i Röddinge, död 1899 i Lyby, var en svensk spelman. Han flyttade till Lyby 1865. Hans mest kända verk heter Valsen eller Vals efter Lasse i Lyby.

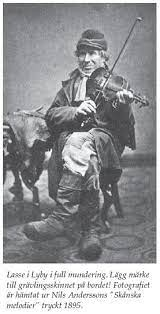
Lasse i Lyby, ur Skånska melodier tryckt 1895.